# بنیز
بنیز، روستایی از توابع بخش بهاباد شهرستان بافق در استان یزد ایران است
دربارهٔ بنیز
گفته می‌شود بنیز اصلش بنه ببیز بوده یعنی جایی که پسته‌های وحشی را الک می‌کردند. ممکن است بنه خیز هم بوده‌است. کل روستا با مناطق ییلاقی و قشلاقی ۱۵۵۰ هکتار مساحت، زمین است که از شرق به ببروییه و روستای مخروبه ده سید محمد یزدی، شمال باب دهوییه و غرب جلال‌آباد و چاه میر و جنوب بشکان محدود می‌شود.
اصل روستا از محلات معروف و به هم پیوسته به نامه‌های محله بالا، محله سر استخر، میان ده، تگ ده، بن کوچه و قلعه تشکیل شده‌است. برجی روی تپه که هنوز آثار آن باقی مانده‌است، برج دوم در وسط روستا که بغل حسینیه بوده و تخریب شده و برج سوم در کنار روستا معروف به برج حسین محمدی که هنوز باقی مانده‌است.
مناطق ییلاقی روستای بنیز که در اصطلاح محلی به بیابان معروف است عبارتند از:
چاه میر، سراشکفت، بیکند، سرچاهو، بن پشتون، گود تنور، لرد شیطور، بند حاج علیرضا، بیکند کوشکیها
بنیز منطقه کاملاً کوهستانی است. خود بنیز در دامنه کوه بلندی بنا شده‌است که در اصطلاح محلی به کوه بنیز معروف است. ارتفاع کوه بنیز ۲۸۰۰ متر از سطح دریاست.

## جمعیت
این روستا در دهستان بنستان قرار دارد و براساس سرشماری مرکز آمار ایران در سال ۱۳۸۵، جمعیت آن ۱۳۳ نفر (۶۴خانوار) بوده‌است.

## محصولات کشاورزی
در روستای بنیز محصولات متنوعی کشت می‌شود از جمله انواع میوه‌های درختی از قبیل هلو، شفتالو، آلو، سیب، زردآلو، و صیفیجات از قبیل خیار، گوجه و خربزه. کشت محصولات محدود بوده و عمدتاً در حد مصارف اهالی روستا است. فقط دو محصول بادام و زعفران خارج از روستا به فروش می‌رسند. زعفران بنیز از مرغوبترین زعفران‌های ایران است.

## آثار باستانی

### برج تاریخی بنیز
برج تاریخی بنیز به همراه ملحقات آن در روستای بنیز شهرستان بهاباد که متعلق به دوران متاخیر اسلامی است، به ثبت ملی رسیده‌است. محسن ذاکری نیا معاون میراث فرهنگی اداره کل میراث فرهنگی، صنایع دستی و گردشگری استان یزد با اشاره به قدمت بنا عنوان کرد: سبک معماری بنا متعلق به دوره متاخراسلامی و دوره قاجار است اما با توجه به فونداسیون بنا و خشت‌های موجود در آن، قدمت بنا به دوره قبل از قاجار نیز می‌رسد. این بنا به شماره ۳۱۱۵۵ در فهرست آثار ملی کشور به ثبت رسیده‌است.